# Gilles Zok
Pour les articles homonymes, voir Zok.
Gilles Zok, né le 25 mai 1954 à Vienne en Isère, est un champion français de canoë monoplace (C1).

## Biographie
Champion du monde individuel de descente à quatre reprises dans les années 1980 (Bala 1981, Merano 1983, Garmisch-Partenkirchen 1985 et Bourg-Saint-Maurice 1987,, après avoir été vice-champion en 1977 et 1979), il est à cette époque l'un des meneurs de l'équipe de France de canoë de descentes, qui remporte le titre de championne du monde à cinq reprises entre 1977 et 1985.
Par la suite, il a été entraîneur national de 1988 à 1990 de l'équipe de France de descente et a participé à l'organisation des Championnats du monde de slalom (canoë-kayak) 2002 à Bourg-Saint-Maurice.
Sa forte carrure l'avait fait surnommer "le Rambo des rapides".

## Palmarès

### Championnats du monde de descente (canoë-kayak)
- 1977 à Spittal,  Autriche
  -  Médaille d'argent en C1
  -  Médaille d'or en sprint C1 équipes
- 1979 à Desbiens,  Canada
  -  Médaille d'argent en C1
  -  Médaille d'or en C1 par équipes
- 1981 à Bala,  Royaume-Uni
  -  Médaille d'or en C1
  -  Médaille d'or en C1 par équipes
- 1983 à Merano,  Italie
  -  Médaille d'or en C1
  -  Médaille d'or en C1 par équipes
- 1985 à Garmisch,  Allemagne de l'Ouest
  -  Médaille d'or en C1
  -  Médaille d'or en C1 par équipes
- 1987 à Bourg Saint-Maurice,  France
  -  Médaille d'or en C1
  -  Médaille d'argent en C1 par équipes

## Honneurs et distinctions
Gilles Zok est nommé Gloire du sport.
Il est Chevalier dans l'ordre national du Mérite.